# أدريان كوستا
أدريان كوستا (بالإنجليزية: Adrien Costa) (و. 1997  م) هو راكب دراجة هوائية، من الولايات المتحدة الأمريكية، ولد في ستانفرد، كاليفورنيا.

## سباقات أو مراحل فاز بها
| التاريخ        | السباق                                                                            | المركز                                                               |
| -------------- | --------------------------------------------------------------------------------- | -------------------------------------------------------------------- |
| 23 سبتمبر 2014 | بطولة العالم لسباق الدراجات على الطريق 2014 – سباق الطريق ضد الساعة للشبان        | المركز الثاني                                                        |
| 01 يناير 2015  | بطولة العالم لسباق الدراجات على الطريق 2015 – سباق الطريق ضد الساعة للشبان        | المركز الثاني                                                        |
| 03 أبريل 2016  | تريبتيك ديس مونتس إت شاتيوكس 2016                                                 | الفائز في ترتيب النقاط للشباب                                        |
| 09 أبريل 2016  | روند فان فلانديرن بيلوفتن 2016                                                    | السابع في التصنيف العام                                              |
| 01 مايو 2016   | طواف دي بريتاجن 2016                                                              | الفائز في التصنيف العام، الفائز في ترتيب النقاط للشباب               |
| 30 يونيو 2016  | سباق الطريق ضد الساعة للرجال تحت 23 سنة في بطولة الولايات المتحدة على الطريق 2016 | المركز الثالث                                                        |
| 07 أغسطس 2016  | طواف يوتا 2016                                                                    | الفائز في ترتيب التسلق، الفائز في ترتيب النقاط للشباب، المركز الثاني |
| 27 أغسطس 2016  | تور دي أفينير 2016                                                                | المركز الثالث                                                        |
| 17 أبريل 2017  | جيرو ديل بلفيدير 2017                                                             | الخامس في التصنيف العام                                              |

## روابط خارجية
- أدريان كوستا على موقع الاتحاد الدولي للدراجات (الإنجليزية)
- أدريان كوستا على موقع أرشيف الدراجات (الإنجليزية)
- أدريان كوستا على موقع إحصائيات الدراجات الإحترافية (الإنجليزية)
- أدريان كوستا على موقع نسبة الدراجات (الإنجليزية)
- أدريان كوستا على موقع CycleBase (الإنجليزية)